# Louis Pieri
Pour les articles homonymes, voir Pieri.
Temple de la renommée LAH : 2009
Louis Arthur Raymond Pieri, né le 23 février 1897 et mort en juin 1967, est un propriétaire et directeur général des Reds de Providence dans la Ligue américaine de hockey.

## Biographie
Pieri devient propriétaire des Reds en 1929. Sous sa direction, ils deviennent une des franchises originales de la LAH. Les Reds remportant quatre coupes Calder pendant son ère en 1938, 1940, 1949 et 1956. 
Il est également copropriétaire des Celtics de Boston, franchise de Basket-ball de 1950 à 1951.
À la suite de sa mort en 1967, la LAH instaure une nouvelle récompense, le trophée Louis-A.-R.-Pieri qui est remis depuis au meilleur entraîneur de la saison. En 2009, il est intronisé au temple de la renommée de la LAH.